# P/2012 US27 (Siding Spring)
P/2012 US27 (Siding Spring) — одна з короткоперіодичних комет сім'ї Юпітера. Ця комета була відкрита 17 жовтня 2012 року; вона мала 19.1m на час відкриття.